# Faxinal dos Guedes
Pour les articles homonymes, voir Guedes.
Faxinal dos Guedes est une municipalité située à l'ouest de l'État de Santa Catarina, dans la région sud du Brésil. Sa population, selon le recensement IBGE de 2022, était de 11 192 habitants. D'une superficie de 340 070 km², une partie de son territoire est située sur le bord ouest d'un cratère météoritique, le Dôme de Vargeao.
C'est l'une des villes les plus hautes de l'État de Santa Catarina, avec une zone urbaine avec des sommets allant jusqu'à 1005 m. Pour cette raison, elle porte le titre de Capitale des Vents. Il est situé dans la région géographique immédiate de Xanxerê et la région géographique intermédiare de Chapecó. II est situé dans la zone d'expansion de la région métropolitaine de Chapecó et à 495 km de Florianópolis, la capitale de Santa Catarina.
Avec un indice de développement humain élevé, la ville se distingue sur la scène nationale en étant la seule de toute la région sud du Brésil à disposer de services d'assainissement de base desservant 100% de la zone urbaine.
Son économie repose sur l'industrie, avec un accent sur la production de papier et d'emballages, et sur le secteur agricole, avec un accent sur la production de mais et de soja.

## Géographie
Faxinal dos Guedes se situe par une latitude de 26° 51′ 10″ sud et par une longitude de 52° 15′ 36″ ouest, à une altitude de 1 005 mètres. Sa population était de 11 192 habitants au recensement de 2010. La municipalité s'étend sur 340 km2. Elle fait partie de la microrégion de Xanxerê, dans la mésorégion Ouest de Santa Catarina.

### Administration
La municipalité est constituée de deux districts :
- Faxinal dos Guedes (siège du pouvoir municipal)
- Barra Grande

### Villes voisines
Faxinal dos Guedes est voisine des municipalités (municípios) suivantes:
- Nord: Abelardo Luz et Ouro Verde
- Sud: Ipumirim et Xavantina
- Est: Vargeão
- Ouest: Xanxerê

## Médias
La ville reçoit les signaux de télévision nationaux et locaux. Les chaines de télévision locales rediffusent des programmes nationaux, notamment des journaux et certaines émissions locales.

### Télévision
- 3.1 (46 UHF) - SCC SBT (SBT)
- 6.1 (28 UHF) - NDTV Chapecó (RecordTV)
- 8.1 (25 UHF) - NSC TV Chapecó (TV Globo)

### Radio
- FM 102.7 MHz - Alternativa FM
- FM 104.9 MHz - Voie communautaire

Distingués citoyens :
Teori Zavascki, ministre de la Cour suprême fédérale du Brésil.

## Distingués Citoyens
Teori Zavascki, ministre de la Cour Suprême Fédérale du Brésil.